# Baudouin (prénom)
Pour les articles homonymes, voir Baudouin.
Baudouin ou Baudoin est un prénom masculin français.
Il est fêté le 17 octobre.

## Étymologie
Baudouin est issu d'un nom de personne germanique, Baldwin. Il est composé des éléments bald- «audacieux, hardi »  et -win « ami ».

## Histoire
Le prénom Baudouin est un prénom dynastique fréquent au Moyen Âge , en Flandre et sa région (Boulogne, Guînes et le Hainaut)  et dans les États latins d'Orient : en effet, les fondateurs de plusieurs de ces États étaient originaires du Boulonnais et de Flandre.
Il est porté au début du XIIe siècle par le premier roi chrétien de Jérusalem, Baudouin Ier de Jérusalem, puis par quatre rois de Jérusalem. Le nom s'efface ensuite avant de réapparaître vers 1940. Resté rarissime il fait un retour à partir des années 1990.

## Occurrence
En 2022, environ 1392 Français portent le prénom Baudouin, à quoi il faut ajouter 316 Baudoin, plus rare. L'année record d'attribution est 1995 avec 46 naissances pour Baudouin et 1949 pour Baudoin avec 18 naissances. 2022 a vu naître 22 Baudouin.

## Fête et saint patron
Baudouin est archidiacre de Laon (†679), dans le royaume de Neustrie. Il est fêté le 17 octobre

## Variantes
- Allemand : Balduin
- Anglais : Baldwin
- Espagnol : Balduino
- Italien : Baldovino
- Néerlandais : Boudewijn